# Paul E. J. Hammer
Paul E. J. Hammer (* 5. Mai 1964) ist ein neuseeländischer Historiker, der sich auf die militärische und politische Kultur der englischen Geschichte der elisabethanischen Zeit spezialisiert hat. Er lehrt als Professor an der University of Colorado Boulder in den Vereinigten Staaten.

## Leben
Hammer erhielt an der University of Auckland die akademischen Grade des Bachelor und Master of Arts. Er promovierte 1991 am Selwyn College der University of Cambridge in England über den Aufstieg des Robert Devereux, 2. Earl of Essex zum Favoriten der Königin Elisabeth I. (‘The bright shininge sparke’. The Political Career of Robert Devereux, 2nd Earl of Essex, c.1585–c.1597). Er lehrte daraufhin an der University of New England und der University of Adelaide in Australien und in St Andrews in Schottland. Derzeit ist er Professor an der University of Colorado Boulder in den Vereinigten Staaten.
In seinem Werk beschäftigt sich Hammer hauptsächlich mit der politischen und militärischen Kulturgeschichte der Regierungszeit Elisabeths I. in England. Seine auf der Dissertation beruhende, 1999 veröffentlichte Biographie des Aufstiegs des Robert Devereux, 2. Earl of Essex bis 1597 gilt als Standardwerk („definitive biography of Essex’s early career“). Er arbeitet an einer Fortsetzung dieses Werks, das vor allem den Fall des Earl of Essex durch eine von ihm angeführte Rebellion (Essex Rising) 1601 behandeln wird, und schreibt an einem Buch über den englischen König Heinrich VIII. Zuletzt veröffentlichte er neben einer Reihe von Aufsätzen den Sammelband Warfare in Early Modern Europe, 1450–1660.

## Werke (Auswahl)
- The Polarisation of Elizabethan Politics. The Political Career of Robert Devereux, 2nd Earl of Essex, 1585–1597. (= Cambridge Studies in Early Modern British History.) Cambridge University Press, Cambridge 1999, ISBN 0-521-43485-8 (Vorschau bei Google Bücher).
- ‘Absolute Sovereign and Mistress of her Grace’? Queen Elizabeth and Her Favourites, 1581–1592. In: J. H. Elliott, L. W. B. Brockliss (Hrsg.): The World of the Favourite. Yale University Press, New Haven CT 1999, S. 38–53 (Vorschau bei Google Bücher).
- Sex and the Virgin Queen. Aristocratic Concupiscence and the Court of Elizabeth I. In: Sixteenth Century Journal 31 (2000), S. 77–97.
- Elizabeth’s Wars. War, Government and Society in Tudor England, 1544–1604. Palgrave Macmillan, Basingstoke u. a. 2003, ISBN 0-333-91943-2.
- (Hrsg.) Warfare in Early Modern Europe, 1450–1660. (= The International Library of Essays on Military History.) Ashgate, Aldershot u. a. 2007, ISBN 0-7546-2529-X, ISBN 978-0-7546-2529-2.
- The Smiling Crocodile. The Earl of Essex and Late Elizabethan ‘Popularity’. In: Peter Lake, Steven Pincus (Hrsg.): The Politics of the Public Sphere in Early Modern England. (= Politics, Culture and Society in Early Modern Britain.) Manchester University Press, Manchester 2007, ISBN 0-7190-5317-X, S. 95–115.
- Shakespeare’s Richard II, the Play of 7 February 1601, and the Essex Rising. (PDF; 763 kB) In: Shakespeare Quarterly 59 (2008), Nr. 1, S. 1–35 (online auf Hammers Universitätswebsite).